# Dalia Mogahed
Dalia Mogahed (Cairo, 1974) è una politica egiziana naturalizzata statunitense, membro dell'Advisory Council on Faith-Based and Neighborhood Partnerships, consiglio consultivo del presidente degli Stati Uniti costituito da associazioni religiose e laiche.

## Biografia
Americana di origini egiziane, è anche senior analyst e direttrice esecutiva del Dipartimento di Studi Islamici presso l'Istituto Gallup e direttrice della Muslim-West Facts Initiative. È stata la prima donna musulmana a indossare il velo nell'amministrazione di Barack Obama, che l'ha scelta come consulente per i rapporti con il mondo musulmano. Nell'aprile 2012 e nel febbraio 2016 ha tenuto conferenze TED in cui ha spiegato i comportamenti che hanno portato alla Primavera araba.